# سد شمس‌آباد (سراوان)
سد تغذیه‌ای شمس‌آباد، سدی از نوع خاکی همگن در نزدیکی روستای شمس‌آباد و ۱۸ کیلومتری شمال مرکز شهرستان سراوان در استان سیستان و بلوچستان است که در حوضه آبریز هامون مشکیل قرار دارد. این سد در سال ۱۳۶۴ ساخته شد و ارتفاع دیواره آن از بستر ۸ متر و حجم مخزن آن ۷ میلیون متر مکعب است.